# Шоутайм
„Шоутайм“ (на английски: Showtime) е американски кабелен телевизионен канал, собственост на ViacomCBS. Каналът стартира на 1 юли 1976 г. Програмата му обичайно включва театрално издавани кинофилми, оригинални телевизионни сериали, мачове по бокс и смесени бойни изкуства, понякога специални комедии и филми, направени за телевизия.